# 29355 Siratakayama
29355 Siratakayama è un asteroide della fascia principale. Scoperto nel 1995, presenta un'orbita caratterizzata da un semiasse maggiore pari a 2,9776705 UA e da un'eccentricità di 0,0338627, inclinata di 9,20895° rispetto all'eclittica.